# Hirohide Hamashima

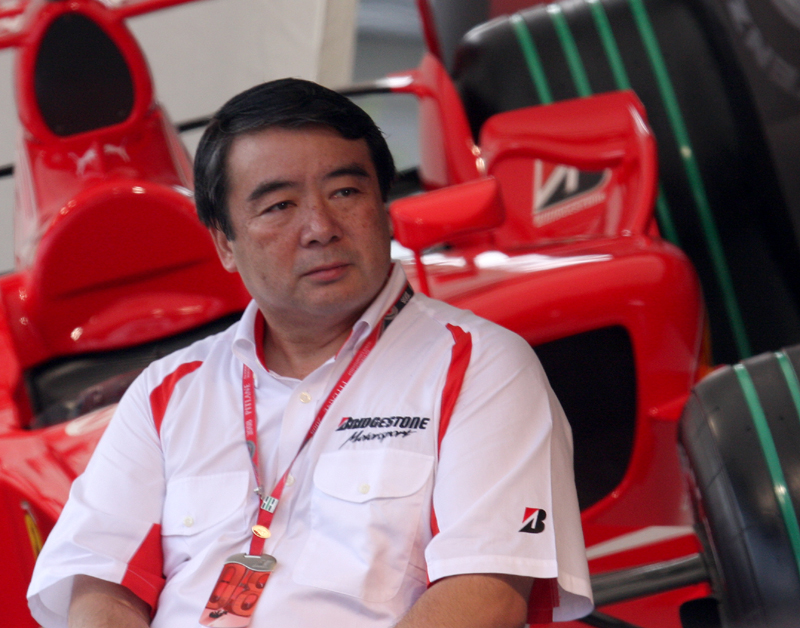
Hirohide Hamashima beim Großen Preis von Japan 2008

Hirohide Hamashima (jap. 浜島 裕英, Hamashima Hirohide; * 1952 in der Präfektur Tokio) ist ein japanischer Reifentechniker und der ehemalige Leiter der Reifenabteilung des Formel-1-Rennstalls Ferrari.

## Karriere
Hirohide Hamashima studierte in den 1970er Jahren an Universität für Landwirtschaft und Technologie in Tokio Chemie. 1977 begann er seine Tätigkeit beim japanischen Reifenhersteller Bridgestone. Ab 1981 arbeitet er in der Rennabteilung und war an vielen Reifenprogrammen des Unternehmens im Motorsport beteiligt. Als Bridgestone 1997 in die Formel 1 einstieg, wurde Hamashima hauptverantwortlicher Reifeningenieur.
In Japan wurde er als Fernseh-Fachkommentator, der die Zuschauer vor jedem Rennen über Reifen- und Streckenprobleme informierte, populär. Nach dem Rückzug von Bridgestone wurde er 2012 von Ferrari verpflichtet, um die nunmehr eingesetzten Pirelli-Reifen zu analysieren und deren Einsatz besser steuern zu können.